# 塞舌爾簽證政策

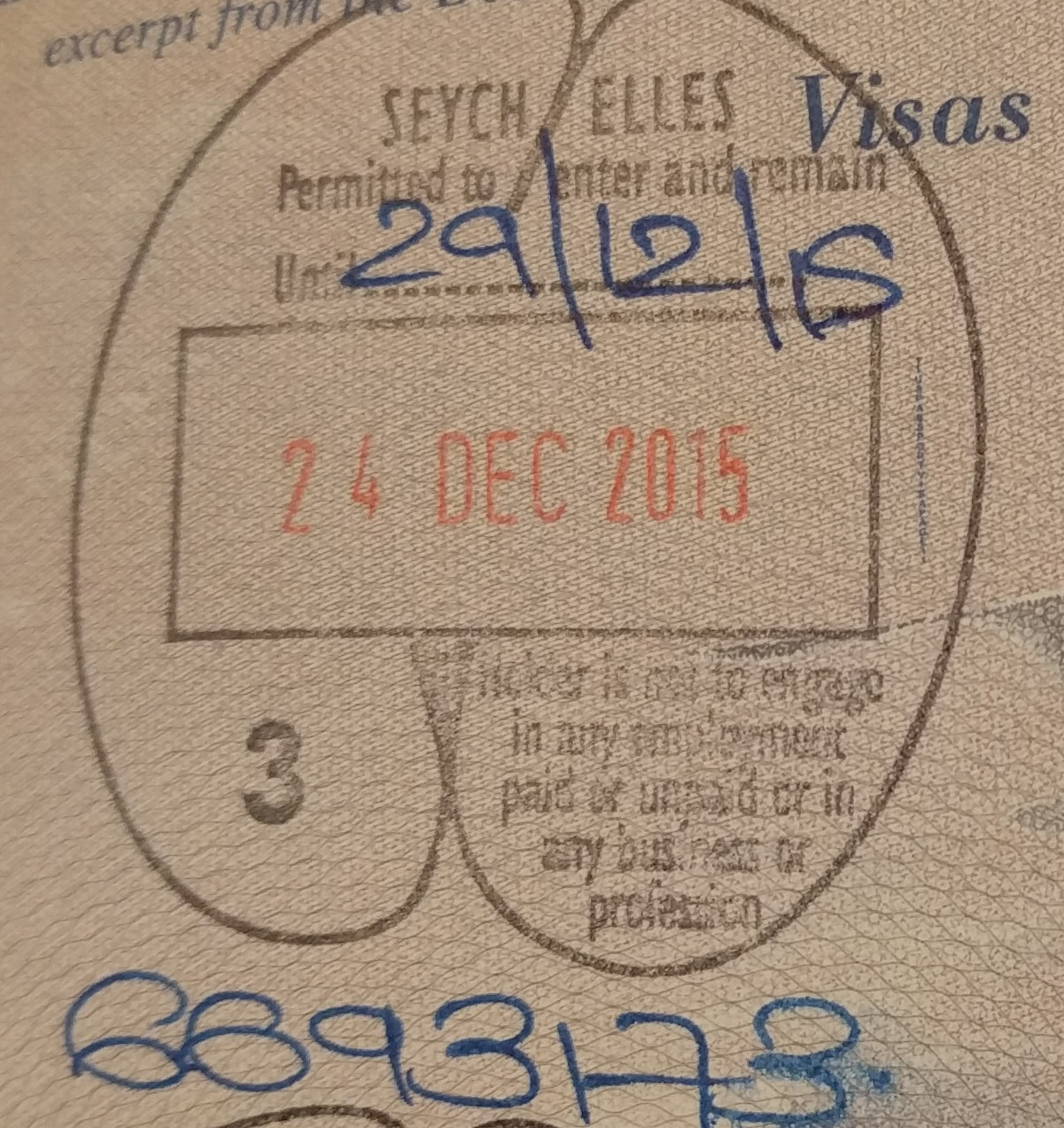
美国护照上的塞舌尔入境许可

任何访问塞舌尔的外国人都可以免签进入塞舌尔。他们必须拥有一本有效的护照，返程或者前往第三地的机票，住宿预定证明以及足够的旅费。访客许可免费发放，最初有效期最长为3个月，但是可付费再延长最多3个月但是总共延迟不能超过12个月。
在西非埃博拉疫情宣告结束之前，贝宁，布基纳法索，喀麦隆，中非共和国，民主刚果，科特迪瓦，冈比亚，加纳，几内亚，利比里亚，马里，毛里塔尼亚，尼日尔，尼日利亚，塞内加尔，塞拉利昂，南苏丹以及多哥公民需要签证入境。这项政策也适用于那些最近到访过几内亚，利比里亚以及塞拉利昂的游客。这些游客可以通过网络申请签证。

## 相互签证豁免
除了普遍的单方面签证豁免外，塞舌尔还与以下国家签署了互免签证协议：
- 巴西 —签证豁免协议允许每180天期限停留90天。 该协议于2011年12月13日签署，并于2016年10月21日生效。[5][6]
- 柬埔寨 —2012年签署了可停留14天的签证豁免协议。[7][8]
- 中华人民共和国 —签证豁免协议允许逗留最长30天。该协议于2013年6月26日签署并生效。[9]
- 澳門 — 塞舌尔共和国政府已同意澳门特区护照持有人和旅行卡持有人免签证进入塞舌尔长达30天的时间。上述安排于2007年2月23日生效。[10]
- 欧洲联盟 —允许所有作为申根协议缔约方的国家公民在首次入境后的六个月内，在没有签证的情况下最长逗留三个月。[11]该协议于2009年5月28日签署，并于2010年1月1日生效。[12]
- 免签证协议允许停留最多 30 天。 该协议于2023年9月22日签署，并于2024年1月6日生效。
- 俄羅斯 —签证豁免协议允许逗留最长30天。[13][14]该协议于2015年9月2日签署，并于2015年12月14日生效。[15]
- 阿联酋 —签证豁免协议允许逗留最长90天。[16]该协议于2014年11月23日签署，并于2015年7月16日生效。[17]
- 1987年2月与南斯拉夫签订的免签协议仍适用于继承国公民。[18]

## 限制
科索沃护照持有人被禁止入境或过境。

## 数据
抵达塞舌尔的大多数访客来自以下国家：
| 国家   | 2016    | 2015    |
| ------ | ------- | ------- |
| 法國   | 43,066  | 43,370  |
| 德国   | 39,488  | 35,895  |
| 阿联酋 | 24,091  | 21,178  |
| 義大利 | 22,845  | 21,704  |
| 英国   | 18,885  | 16,572  |
| 中國   | 14,549  | 13,941  |
| 南非   | 12,354  | 13,375  |
| 瑞士   | 12,333  | 11,499  |
| 俄羅斯 | 11,465  | 12,222  |
| 印度   | 10,916  | 7,718   |
| 总     | 303,177 | 276,233 |